# 나킬 타워
나킬 타워(아랍어: برج نخيل)는 아랍에미리트 두바이 워터프런트에 건설중이다가 취소된 1410m , 200층 규모의 빌딩이다. 나킬 개발이 공사중이고 기초토목공사가 진행 중이었다. 2009년 12월 두바이 경제 위기로 인해 결국 건축 계획이 취소되었다.

## 같이 보기
- 두바이의 마천루 목록